# Павленко Катерина Василівна
Катери́на Васи́лівна Павле́нко — старший матрос Збройних Сил України, учасниця російсько-української війни, що відзначилася під час російського вторгнення в Україну.

## Життєпис
Катерина Павленко народилася в селі Четвертня Маневицького (з 2020 року — Луцького району) Волинської області. Після закінчення загальноосвітньої школи навчалася на біологічному факультеті Волинського національного університету імені Лесі Українки. Крім фаху біолога, також вчилася на санінструктора. Довгий час жила і працювала в Луцьку. Згодом разом з чоловіком переїхала до Миколаєва, де влаштувалася в одну з військових частин на посаду санінструктора 503-го підрозділу морської піхоти 36-ї окремої бригади морської піхоти. З грудня 2021 року перебувала в зоні бойових дій. З початком повномасштабного російського вторгнення в Україну перебувала на передовій — брала участь в обороні Маріуполя. Потім разом зі співслуживцями евакуювалася до «Азовсталі», де перебували 47 днів. 12 квітня Катерина Павленко з десятками інших бійців вийшла з металургійного комбінату імені Ілліча та опинилася в полоні, де була понад пів року. Разом зі іншими 108 українськими жінками Катерину Павленко 17 жовтня 2022 року обміняли та повернули до України. Тривалий час проходила курс реабілітації в Запоріжжі. Орденом «За мужність» ІІІ ступеня Указом Президента № 823/2022 від 2 грудня 2022 року нагороджена разом з іншими бранками, зокрема: молодшим сержантом Аліною Паніною, старшим сержантом Людмилою Кравчук, штаб-сержантом Олександрою Крученко.

## Нагороди
- Орден «За мужність» III ступеня (2022) — за особисту мужність, виявлену у захисті державного суверенітету та територіальної цілісності України, незламність духу і вірність військовій присязі[2][3][4][5][6].